# 797 Montana
797 Montana
797 Montana là một tiểu hành tinh ở vành đai chính. Nó được H. Thiele phát hiện ngày 17.11.1914 ở Bergedorf, và được đặt theo tên tiếng Latinh mons, nghĩa là núi, để vinh danh đài thiên văn Hamburg trên núi ở Bergedorf (Đức), nơi phát hiện đầu tiên một tiểu hành tinh.